# Torsion de cuillère

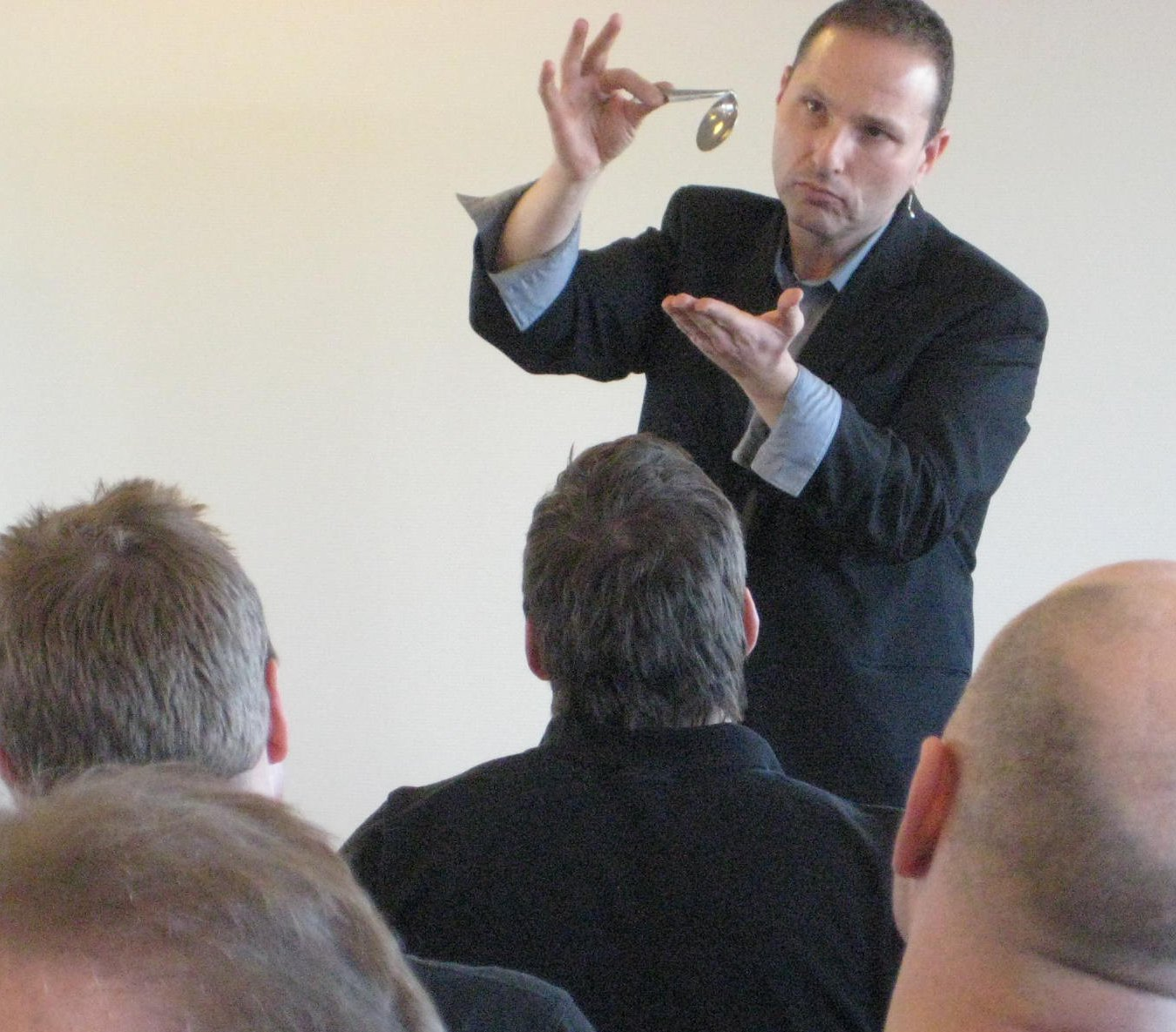
Guy Bavli tordant une cuillère au Danemark, en 2010.

La torsion de cuillère est la déformation apparente d'objets, en général des couverts en métal, sans utiliser la force physique ou avec moins de force physique qu'il ne devrait être nécessaire. C'est une forme répandue d'illusionnisme, et on utilise bon nombre de méthodes pour produire cette illusion.
La torsion de cuillère a attiré l'attention des médias dans les années 1970, quand plusieurs personnes se sont mises à prétendre pouvoir déclencher le processus par des pouvoirs paranormaux. Le plus notable d'entre eux était Uri Geller, qui tordait des cuillères, des clés et d'autres objets et matériaux. Les performances de Geller ont été ramenées à l'illusionnisme par des critiques comme James Randi et Martin Gardner.

## Illusionnisme
La torsion de cuillères, de clés et d'autres objets sans force physique est un tour de magie connu, qui a beaucoup de variantes différentes. En tenant simplement la cuillère par son « cou », et en faisant des mouvements rapides d'avant en arrière, on a l'impression que la cuillère se tord, en raison de la façon dont le cerveau humain perçoit ce mouvement de balancier.

Quand on plie ou brise physiquement une cuillère, c'est généralement avec la main qu'on le fait. Dans beaucoup de cas, le tour de magie requiert une distraction. Le magicien distrait son public pendant le court instant où il plie la cuillère. La torsion typique, où le creux de la fourchette s'approche de son manche, ne requiert que peu de force. Le magicien dévoile ensuite graduellement la torsion. En 1996, une émission de la BBC filme Uri Geller dans des angles auxquels il ne s'attend pas : on le voit attrapant fermement la cuillère avec les deux mains alors qu'il se lève pour montrer la torsion.

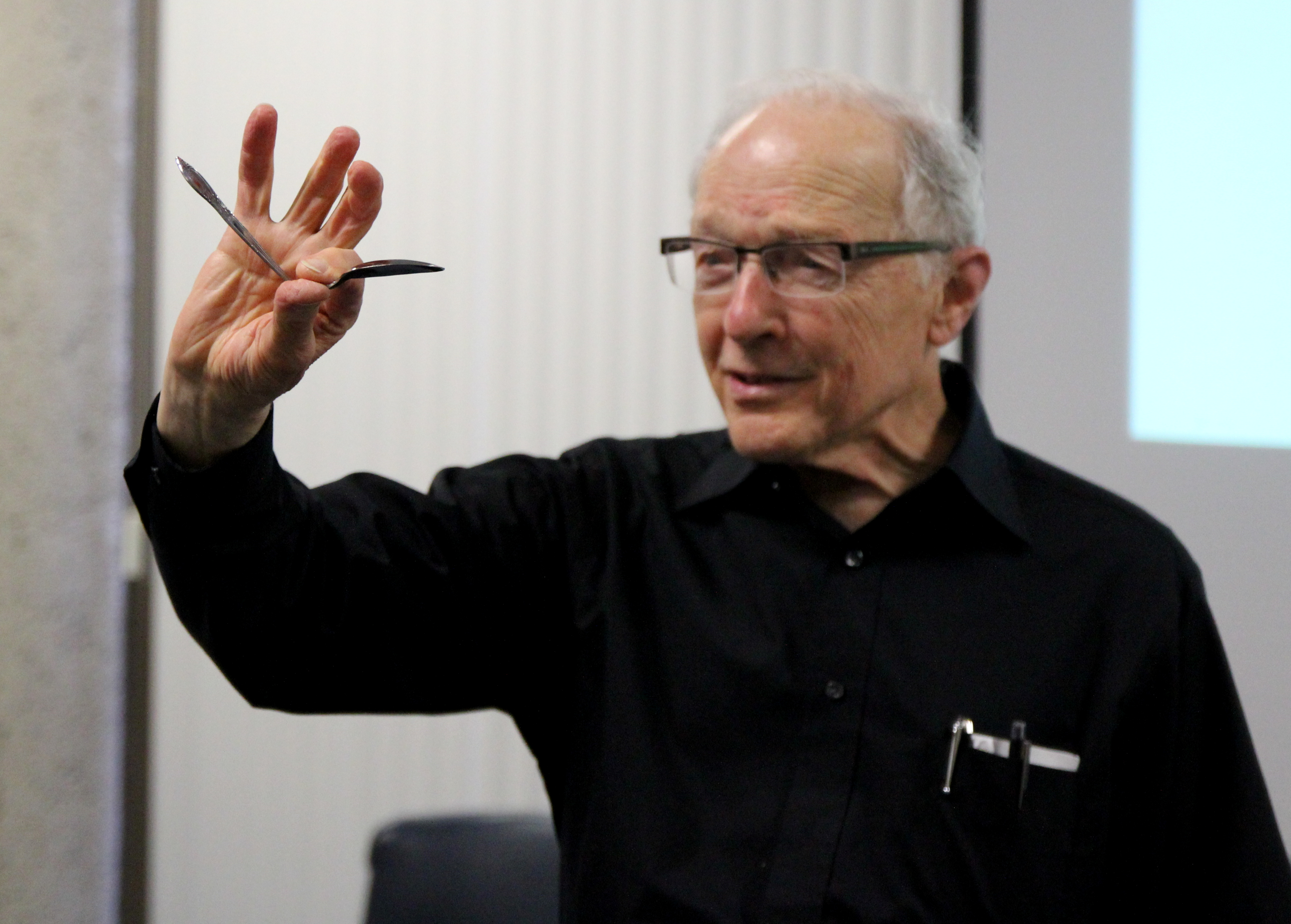
Ray Hyman fait une démonstration des astuces de torsion de cuiller d'Uri Geller lors d'un cours magistral en Californie, le 17 juin 2012

D'autres méthodes se font à l'aide d'une cuillère en métal, qui a été préparée pour qu'un simple effleurement la fasse se tordre ou se briser. On peut par exemple obtenir cela en tordant plusieurs fois la cuillère là où on veut qu'elle cède, jusqu'à ce que le métal fatigue. Si la cuillère se casse, le magicien tient les deux parties de la cuillère comme si elle n'était pas brisée, puis la lâche doucement, donnant l'impression que la cuillère se plie avant de se briser en deux.
Si un magicien contrôle l'angle de vue, le tour peut être fait avec une cuillère déjà tordue avant le tour. La cuillère est tenue de façon à cacher la pliure, puis le magicien tourne lentement la cuillère pour la révéler. Le magicien Ben Harris, auteur du livre Gellerism Revealed: The Psychology and Methodology Behind the Geller Effect (1985), révèle des photos étape par étape, accompagnées de texte expliquant comment plier des clés et des couverts avec des astuces du genre.
Certains magasins spécialisés vendent des cuillères auto-pliantes (utilisant les propriétés physiques du nitinol). Ces cuillères se plieront toutes seules quand on les utilise pour le thé, le café ou toute autre boisson chaude, voire avec la simple chaleur humaine.

## Psychologie

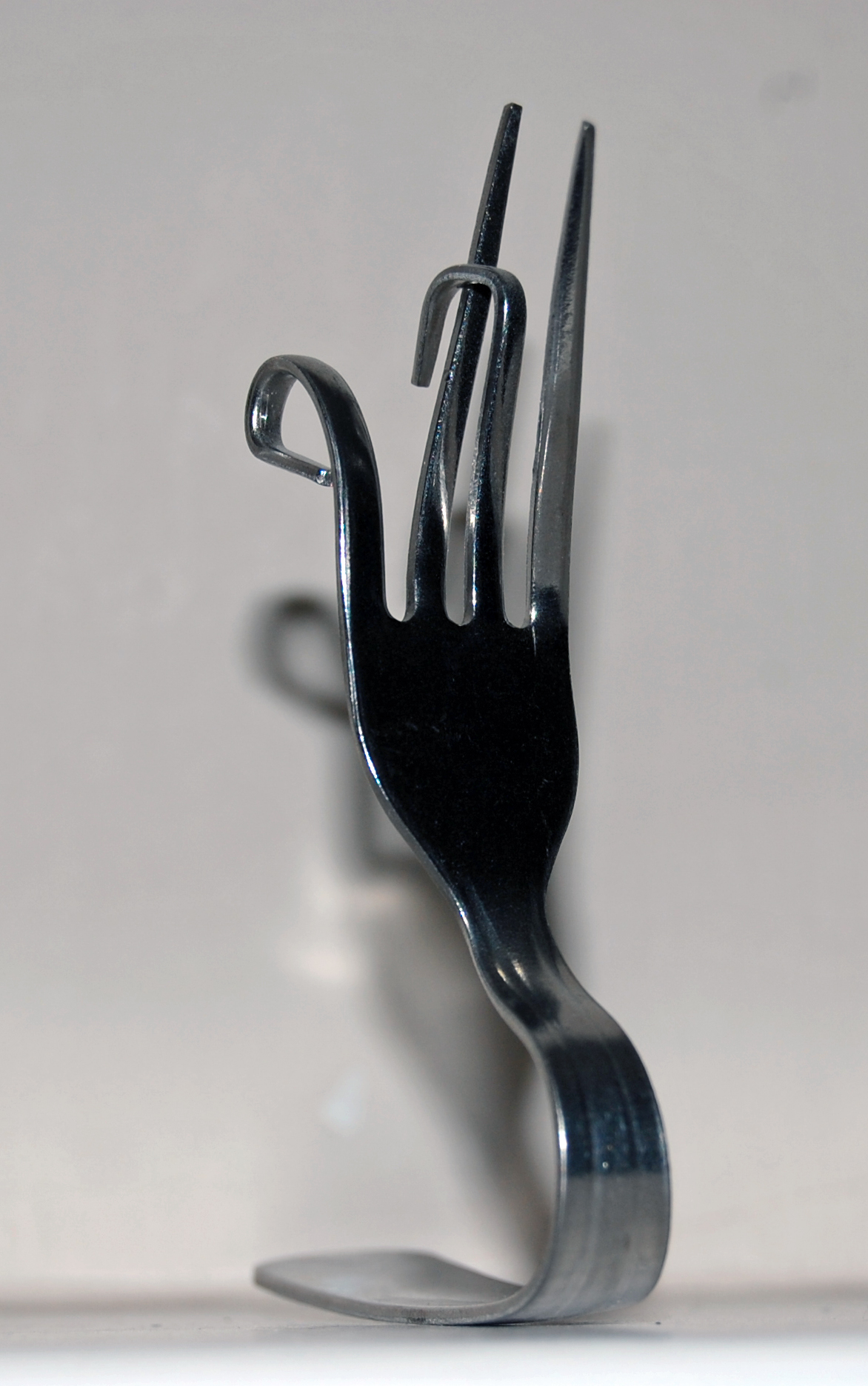
Torsion de fourchette par James Randi.

Dans une étude expérimentale (Wiseman et Greening, 2005), deux groupes de participants voient une vidéo dans laquelle un faux sujet psi pose une clé tordue sur une table. Le magicien dit au premier groupe que la clé continue à se tordre une fois le mouvement arrêté, mais pas au deuxième groupe. L'étude révèle que les participants du premier groupe affirment avoir vu la clé bien plus tordue que ceux du deuxième groupe.
Une autre étude confirme ces résultats. Les expériences montrent que « le témoignage d'actions paranormales peut être créé par suggestion verbale, donc le témoignage d'individus qui auraient vu de "vraies" démonstrations paranormales ne peuvent pas être considérées comme des preuves solides de l'existence du paranormal ».

## Causes paranormales
En partie à cause de l'attention publique sur Uri Geller dans les années 1970, les cuillères tordues deviennent un symbole visuel du paranormal. On voit par exemple le phénomène dans Matrix, quand un petit garçon tord une cuillère dans une simulation par ordinateur, ou dans Pokémon, en tant que partie du design d'Alakazam.
Alors que beaucoup de personnes ont voulu expliquer la torsion de cuillère et la télékinésie en général par des manifestations paranormales, la communauté scientifique reste sceptique sur la question. Le magicien et sceptique James Randi a offert un million de dollars à qui pourrait faire preuve de pouvoirs paranormaux comme la torsion de cuillère.